# Mijail Yurovsky
Mijaíl Vladímirovich Yurovski (en ruso: Михаил Владимирович Юровский; Moscú, 25 de diciembre de 1945-Berlín, 19 de marzo de 2022) fue un director de orquesta soviético que trabajó internacionalmente, con residencia en Alemania para la mayoría de su carrera. Estuvo particularmente interesado en los trabajos de Dmitri Shostakóvich, sus conciertos y registros.
Mijaíl Yurovski creció en una familia musical, donde su padre Vladímir Mijáilovich Yurovski era compositor, y muchos los músicos rusos prominentes eran amigos familiares. Primero trabajó en Moscú, pero en 1978 se convirtió en director regular en la Komische Oper Berlin, entonces en Berlín del Este. En 1989, obtuvo un contrato para la Staatsoper Dresden, se trasladó a Alemania con su familia. Fue director de música de la Nordwestdeutsche Philharmonie de 1992, y la Norddeutsche Philharmonie Rostock de 1999, seguido por la Rundfunk-Sinfonieorchester Berlin y la WDR Rundfunkorchester Köln. Trabajó en todo el mundo, incluyendo Escandinavia y Argentina.
Sus registros incluyen los primeros registros de la ópera inacabada El Gamblers de Dmitri Shostakóvich, después de Nikolái Gógol, completado por Krzysztof Meyer en 1981, y Moisés de Antón Rubinstein. Fue fundador de los Días Internacionales de Shostakóvich en Gohrisch. Sus hijos Vladímir Yurovski y Dmitri Yurovski son también directores.

## Biografía

### Moscú
Jurovski nació en Moscú, hijo de compositor Vladímir Mijáilovich Yurovski. Shostakóvich era amigo de la familia, y de niño, tocaba el piano a cuatro manos con él. Otros amigos de la familia eran Aram Jachaturián, Mijaíl Romm, David Óistraj, Mstislav Rostropóvich, Emil Guilels y Leonid Kogan. Jurovski estudió en el Conservatorio de Moscú con Leo Ginzburg y Alekséi Kandinski. Sufrió antisemitismo ya cuando estaba estudiando. Más tarde trabajó en el Teatro Stanislavski y el Teatro Bolshói en Moscú. Jurovski fue ayudante a Guennadi Rozhdéstvenski en la Orquesta Sinfónica Chaikovski de la Radio de Moscú. Sus posiciones no fueron adecuadas a su talento, debido al antisemitismo de la época.

### Alemania del este
Desde 1978, fue director regular en la Komische Oper Berlin, entonces en Berlín Este, y desde 1988 también en la Staatsoper Dresden. Recibió comisiones en países europeos. En 1989, se le ofreció una permanencia en Dresde, y se trasladó a Alemania en 1990. De 1992 a 1998, Jurovski fue director de música y director principal de la Nordwestdeutsche Philharmonie en Herford. Condujo en 1995 el primer registro de Dmitri Shostakóvich de la ópera inacabada Los jugadores basada en una comedia de Nikolái Gógol, completada por Krzysztof Meyer en 1981, cantado en ruso por solistas del Teatro Bolshói, con la Nordwestdeutsche Philharmonie. Desde 1997, sirvió como Intendente del Volkstheater Rostock así como la Norddeutsche Philharmonie Rostock. En la década de 1990, trabajó en Berlín, donde se hizo cargo de tres casas de ópera, con la Deutsches Symphonie-Orchester Berlin y la Rundfunk-Sinfonieorchester Berlin, como director regular de 1998 a 2006. Fue el primer director de la Tonkünstler Orquesta en Austria.

### Internacional
Jurovski estuvo activo en Europa, incluyendo de nuevo Moscú y La Scala en Milán, y más tarde, con la Orquesta Filarmónica de Buenos Aires en el Teatro Colón. En Escandinavia, fue cercano con la Orquesta Sinfónica Norrköping, y condujo la Orquesta Filarmónica de Bergen, en Malmö, Odense y Copenhague. Condujo en la Ópera de Fráncfort, en la Ópera de París, y la Orquesta Filarmónica de Londres y la Orquesta Filarmónica de San Petersburgo, entre otros. De 1999 a 2001, fue el director principal de la Ópera de Leipzig, y de 2006 a 2008 director principal de la Orquesta Radiofónica de la WDR de Colonia. Condujo El ángel de fuego de Prokófiev en la Ópera Estatal de Baviera en 2017. Condujo la primera grabación de la ópera Moisés de Antón Rubinstein con la Orquesta Sinfónica Iuventus en Varsovia en 2017. Jurovski fue esencial para fundar los Días Internacionales de Shostakóvich en Gohrisch en 2010.

### Vida personal
Jurovski y su mujer Eleonora Dmítrievna Taratuta tuvieron tres hijos, Vladímir, director musical de la Ópera Estatal de Baviera, María, pianista y profesora de música, y Dmitri, también director. En 2015, Jurovski publicó una autobiografía, contando como narración sus reuniones con grandes músicos.
Jurovski murió el 19 de marzo de 2022, a los 76 años de edad.

## Registros
Yurovski hizo varios primeros registros, algunos en serie como trabajos orquestales por Berthold Goldschmidt, y sinfonías por Ture Rangström y Wilhelm Peterson-Berger. Grabó música ejecutada raramente con Franz Lehár ópera Tatjana, Serguéi Prokófiev ballet En el Dniéper, Giacomo Meyerbeer música incidental a Struensee, y trabajos por Aram Jachaturián, Ottorino Respighi y Franz von Suppé. Condujo bandas sonoras, canciones orquestales, y la cantata La ejecución de Stenka Razin de Shostakóvich.
- Svendsen, J: Symphonic Introduction to Bjornson's Sigurd Slembe, Naxos Digital Services Ltd., 2009, OCLC 704991366.
- Michail Jurowski in Gohrisch : Internationale Schostakowitsch Tage Gohrisch, Hamburg Edel Germany GmbH, 2017, OCLC 1187975840.
- Shostakovich: King Lear (Film Music and Incidental Music) (Berlin Radio Symphony, Michail Jurowski), Naxos Digital Services US Inc., OCLC 884883777.
- Shostakovich, Meyer: Die Spieler = The Gamblers, Capriccio, 2009, OCLC 704924089.
- Shostakovich: Goldene Berge = Golden Mountains ; Trilogie zu Maxim = Trilogy about Maxim, Capriccio, 2009, OCLC 704920493.
- Respighi: Marie Victoire [Opera] (Kizart, Bruck, Villar, Pauly, Bronk, Schumann, Deutsche Oper Berlin, Michail Jurowski), Naxos Digital Services US Inc., 2012, OCLC 885060875.
- Wilhelm Peterson-Berger: Symphony No. 3 "Same ätnam" ; Earina suite ; Choral and fugue, cpo, 2000, OCLC 1057122860.
- Rimsky-Korsakov: Orchesterwerke = Orchestra Works, Capriccio, 2009, OCLC 704921784.
- Prokofiev: Chout : Complete Ballet, Op. 21, cpo, 2003, OCLC 1062363750.
- Prokofiev: On the Dnieper, Op. 51, cpo, 2003, OCLC 873091528.
- Rimsky-Korsakov: Opernsuiten = Opera Suites, Capriccio, 2009, OCLC 704921643.
- Prokofiev: Cinderella, Op. 87, cpo, 2000, OCLC 1057122847.
- Norwegian Heartland : The Romantic Orchestral Heritage (en noruego), Simax Classics, 2005, OCLC 811337092.
- Otto Nicolai: Die lustigen Weiber von Windsor = The Merry Wives of Windsor ; Der Tempelritter = The Templar ; Die Heimkehr des Verbannten = The Return of the Exiled ; Fantasie et Variations brillantes über ein Thema aus "Norma" = Fantasy and brillant variations on a theme of "Norma" ; Trauermarsch = Funeral march ; Kirchliche Festouvertüre = Church festival overture, Naxos Digital Services/Capriccio, 2009, OCLC 704920662.
- Shostakovich: Die Hinrichtung des Stepan Rasin, Op. 119 ; Zwei Fabeln nach Krylow, Op. 4 ; Zwischenaktmusiken aus der Oper Katharina Ismailowa, Naxos Digital Services/Capriccio, 2009, OCLC 704921651.
- Prokofiev: Eugen Onegin ; Pique Dame, Naxos Digital Services/Capriccio, 2009, OCLC 704925051.
- Prokofiev: Ballets I, cpo, 2003, OCLC 1062363511.
- Hamlet ; Boris Godunov, Naxos Digital Services/Capriccio, 2009, OCLC 704924835.
- Kancheli: Symphonies 2 & 7, cpo, 1995, OCLC 1062350717.
- Berthold Goldschmidt: Overture "The comedy of Errors" Greek Suite (en alemán), cpo, 1995, OCLC 886826832.
- Khachaturian: Spartacus [Ballet] (Jurowski), Naxos Digital Services US Inc., OCLC 884198237.
- Lehár: Tatjana (en alemán), cpo, 2002, OCLC 50879998.
- Lehár: Overtures & waltzes, cpo, 2003, OCLC 873062231.
- Meyerbeer: Orchestral Music (Music for Festive Occasions) (Hannover Radio Philharmonic, Jurowski), Naxos Digital Services US Inc., OCLC 885062942.
- Meyerbeer: Struensee, Naxos Digital Services US Inc., OCLC 885064865.
- Ture Rangström: Symphonies Nos. 3 and 4 (Norrköping Symphony, Jurowski), Naxos Digital Services US Inc., OCLC 885067325.
- Ture Rangström: Complete symphonies, cpo, 2000, OCLC 48382996.
- Suppé: Pique dame operetta in one act (en alemán), CPO, 2009, OCLC 730297223.

## Escritos
- Jurowski, Michail (2015). Michail Jurowski : Dirigent und Kosmopolit : Erinnerungen (en alemán). Leipzig: Hensche. ISBN 978-3-89487-781-1. OCLC 930078894.

## Premios
- 1992, 1996, 2017 Preis der deutschen Schallplattenkritik[12][17]
- 2001 Grammy nombramientos para tres #CD producciones de Música Orquestal por Rimski-Kórsakov con el Rundfunk-Sinfonieorchester Berlín[17]
- 2012 Internacional Shostakóvich Premio por el Shostakóvich Gohrisch Fundación[18][19]